# Eunychiodes
Eunychiodes là một chi bướm đêm thuộc họ Geometridae.